# Sernokorba pallidipatellis
Sernokorba pallidipatellis är en spindelart som först beskrevs av Friedrich Wilhelm Bösenberg och Embrik Strand 1906.  Sernokorba pallidipatellis ingår i släktet Sernokorba och familjen plattbuksspindlar. Inga underarter finns listade i Catalogue of Life.